# Quận Donley, Texas
Quận Donley (tiếng Anh: Donley County) là một quận trong tiểu bang Texas, Hoa Kỳ. 
Theo điều tra dân số năm 2010, dân số của tỉnh là 3.677 người. Quânlyj của nó là Clarendon. Quận được thành lập vào năm 1876 và sau đó được tổ chức vào năm 1882. 

## Lịch sử
Quận Donley được thành lập vào năm 1876 từ đất được cung cấp bởi quận Bexar. Nó được đặt tên theo Stockton P. Donley, công lý của tòa án tối cao bang.
Có một số di tích lịch sử được liệt kê trong Danh bạ các Địa điểm Lịch sử Quốc gia ở quận Donley.